# NGC 2144
NGC 2144 é uma galáxia espiral (Sa) localizada na direcção da constelação de Mensa. Possui uma declinação de -82° 07' 08" e uma ascensão recta de 5 horas, 40 minutos e 56,3 segundos.
A galáxia NGC 2144 foi descoberta em 17 de Janeiro de 1836 por John Herschel.